# I. Erik dán király
I. Erik Svensson vagy Jóságos Erik (dánul: Erik Ejegod), (1056 – 1103. július 10.) Dánia királya 1095-től haláláig.
II. Svend dán király negyedik fiaként született és bátyja I. Olaf halála után örökölte a trón. A korabeli feljegyzések szerint szép termetű, barátságos, kegyes indulatú fejedelem volt aki a kalózok megfékezésére törekedett. A vend tengeri rablók legyőzése után Lundot a három skandináv ország önálló érsekségévé tette. Jeruzsálembe utazva Ciprus szigetén halt meg 47 évesen, egyes nézeteknek köszönhetően a retsina jellegű borok fogyasztása miatt..
Dánia trónján öccse Niels követte.

## Gyermekei
- Felesége, Boedil Thurgotsdatter[1] (? – 1103) 1 fiút szült Eriknek:
  - Knut Lavard (1096 – 1131. január 7.)
- ágyasaitól:
  - Harald Kesja (1080 – 1135)
  - Ragnhild ∞ Haakon Sunivasson
  - Benedikt
  - II. Erik (1090 – 1137. szeptember 18.)